# Republikański Teatr Białoruskiej Dramaturgii w Mińsku
Republikański Teatr Białoruskiej Dramaturgii w Mińsku (RTBD) – białoruski teatr dramatyczny założony w 2000 roku w Mińsku, w latach 1993–2000 działający jako Wolna Scena przy Narodowym Teatrze Akademickim im. Janki Kupały.

## Historia
W 1993 roku utworzona została pracownia współczesnej białoruskiej dramaturgii przy Małej Scenie Narodowego Teatru Akademickiego im. Janki Kupały w Mińsku, nosząca nazwę Wolna Scena. W następnych latach otrzymała swoją obecną siedzibę przy ulicy Piotra Kropotkina, a w 2000 roku, gdy w ramach politycznych represji zwolniony został pierwszy dyrektor zespołu, reżyser Waleri Mażiński, Wolna Scena została przekształcona w Republikański Teatr Białoruskiej Dramaturgii.
Teatr prezentował swoje spektakle między innymi na Fringe Festival w Edynburgu (1995, 1996), Belgrade International Theatre Festival - BITEF (2011), Międzynarodowym Festiwalu Teatralnym Konfrontacje w Lublinie (2009) oraz na Festival Off d'Avignon (2017).
Od marca 2007 roku, w teatrze funkcjonuje Centrum Białoruskiego Dramatu i Reżyserii, organizujące rezydencje artystyczne, kursy mistrzowskie oraz seminaria mające na celu zapewnienie pomocy początkującym artystom teatru.